# Montenegro en los Juegos Europeos
Montenegro en los Juegos Europeos está representado por el Comité Olímpico Montenegrino, miembro de los Comités Olímpicos Europeos. Ha obtenido en total dos medallas, una de plata y una de bronce.

## Medalleros

### Por edición
| Evento        | Oro | Plata | Bronce | Total |
| ------------- | --- | ----- | ------ | ----- |
| Bakú 2015     | 0   | 0     | 1      | 1     |
| Minsk 2019    | 0   | 1     | 0      | 1     |
| Cracovia 2023 | 0   | 0     | 0      | 0     |
| TOTAL         | 0   | 1     | 1      | 2     |

### Por deporte
| Evento | Oro | Plata | Bronce | Total |
| ------ | --- | ----- | ------ | ----- |
| Karate | 0   | 1     | 1      | 2     |
| TOTAL  | 0   | 1     | 1      | 2     |